# Antonín Puč
Antonín Puč (* 16. Mai 1907 in Jinonice, Österreich-Ungarn, heute Prag, Tschechien; † 18. April 1988 in Prag) war ein tschechoslowakischer Fußballspieler und -trainer.

## Verein
Über Čechie Smíchov und SK Smíchov kam Puč 1925 als 18-jähriger Stürmer zu Slavia Prag und erkämpfte sich auf Anhieb einen Stammplatz. In seiner ersten Saison erzielte er 16 Treffer. In den Jahren 1927 und 1928/29 war er mit jeweils 13 Treffern bester Torschütze der Liga.
Mit der Verpflichtung von Vlastimil Kopecký 1932 musste Puč auf den linken Flügel ausweichen, was zunächst eine große Umstellung für den Mittelstürmer bedeutete. Dennoch schoss der Nationalspieler in der Saison 1933/34 17 Tore. Anschließend begannen sich jedoch immer häufiger jüngere Spieler durchzusetzen, so dass Puč nicht mehr regelmäßig zum Einsatz kam. Im Sommer 1938 wechselte er zu Viktoria Žižkov, dort gelangen in zwei Spielzeiten elf Treffer in 20 Partien. Seine Karriere beendete Puč Anfang der 1940er Jahre bei seinem ehemaligen Verein SK Smíchov.
Mit insgesamt 123 Erstligatoren ist Puč Mitglied im Klub ligových kanonýrů.

## Nationalmannschaft
Puč war neben Oldřich Nejedlý der beste Angreifer der tschechoslowakischen Nationalmannschaft. In 60 Länderspielen erzielte er 34 Tore – ein Rekord, der erst 2005 von Jan Koller übertroffen wurde. 
Bei der Fußball-Weltmeisterschaft 1934 in Italien wurde er Vize-Weltmeister, im Finale gegen Italien erzielte er in der 76. Minute die zwischenzeitliche Führung für die Tschechoslowakei. Am Ende seiner Laufbahn stand er im Kader bei der Fußball-Weltmeisterschaft 1938 in Frankreich.

## Trainer
Puč trainierte 1943/44 den SK Nusle, der als Letztplatzierter aus dem Oberhaus absteigen musste. In der Saison 1945/46 trainierte er Čechie Karlín, die Mannschaft stieg ebenfalls aus der höchsten Spielklasse ab. 